# Sotteville-sous-le-Val
 Sotteville-sous-le-Val  es una población y comuna francesa, en la región de Alta Normandía, departamento de Sena Marítimo, en el distrito de Rouen y cantón de Caudebec-lès-Elbeuf.

## Demografía
| 260 | 297 | 316 | 470 | 524 | 577 |
| Para los censos de 1962 a 1999 la población legal corresponde a la población sin duplicidades (Fuente: INSEE [Consultar]) |     |     |     |     |     |